# Liste der Monuments historiques in Bouresse
Die Liste der Monuments historiques in Bouresse führt die Monuments historiques in der französischen Gemeinde Bouresse auf.

## Liste der Bauwerke
| Bezeichnung       | Beschreibung              | Standort | Kennzeichnung | Schutzstatus | Datum | Bild           |
| ----------------- | ------------------------- | -------- | ------------- | ------------ | ----- | -------------- |
| Donjon            | Erbaut im 15. Jahrhundert | (Lage)   | PA00105357    | Inscrit      | 1929  |                |
| Kirche Notre-Dame | Erbaut im 12. Jahrhundert | (Lage)   | PA00105358    | Inscrit      | 1925  | weitere Bilder |

## Liste der Objekte
- Monuments historiques (Objekte) in Bouresse in der Base Palissy des französischen Kultusministeriums